# Rio Finlay
O rio Finlay é um rio com 402 km de comprimento na Colúmbia Britânica, que flui para norte e depois para sul, do Lago Thutade nos Montes Omineca para o Lago Williston, formado pelo apresamento das águas do rio Peace em 1968.  Antes disso, o Finlay juntava-se ao rio Parsnip para formar o rio Peace.
As fontes do Finlay são consideradas como a fonte mais longínqua do sistema fluvial do rio Mackenzie: o Mackenzie (1738 km), liga o Grande Lago do Escravo  com o oceano Ártico; o rio dos Escravos, une o Grande Lago do Escravo com o lago Athabasca; e o rio Peace, que é o mais longo dos rios que desaguam no lago Athabasca, é a sua cabeceira mais longínqua e, portanto, também a do Mackenzie. O sistema fluvial do Mackenzie é o mais longo do Canadá e o segundo de América do Norte, depois do sistema Missouri-Mississippi.
O rio Finlay nasce no lago Thutade de várias fontes que fluem das montanhas Omineca. Primeiro dirige-se para nordeste, e depois volta-se para sudeste enquanto passa pelas montanhas Sifton. Depois entra num longo vale entre a cordilheira Finlay, a sudoeste, e a cordilheira Muskwa, a nordeste, um vale longitudinal que no seu troço final está inundado pela "cauda" da albufeira artificial do lago Williston, já no rio Peace. A barragem W. A. C. Bennett foi finalizada em 1968 e sobrepôs-se à confluência das duas primitivas fontes do rio Peace, o Finlay e o rio Parsnip (de 240 km), agora sob as águas da barragem. O desfiladeiro Deserters está localizado mesmo a norte do lago Williston.
Entre os seus afluentes encontram-se os rios Ospika, Ingenika, Warneford, Fox, Toodoggone e Firesteel. Situado numa parte bastante remota da província da Colúmbia Britânica, ao longo do rio não há nenhum núcleo populacional que mereça tal nome, somente uma pequena comunidade de Primeiras Nações, Fort Ware, localizada na confluência do Finlay e do Warneford.
O «parque provincial Tatlatui» protege a área da cordilheira de Tatlatui (parte das montanhas Omineca), onde se situa o lago Thutade. 
O rio Finlay River é assim chamado em homenagem ao explorador John Finlay, que subiu uma pequena secção do rio em 1797. O primeiro europeu a subir até à nascente foi o comerciante de peles e explorador Samuel Black em 1824.